# Heimito von Doderer
Franz Carl Heimito von Doderer (5. září 1896 Hadersdorf-Weidlingau, dnes součást Vídně – 23. prosince 1966 Vídeň) byl rakouský spisovatel.

## Život

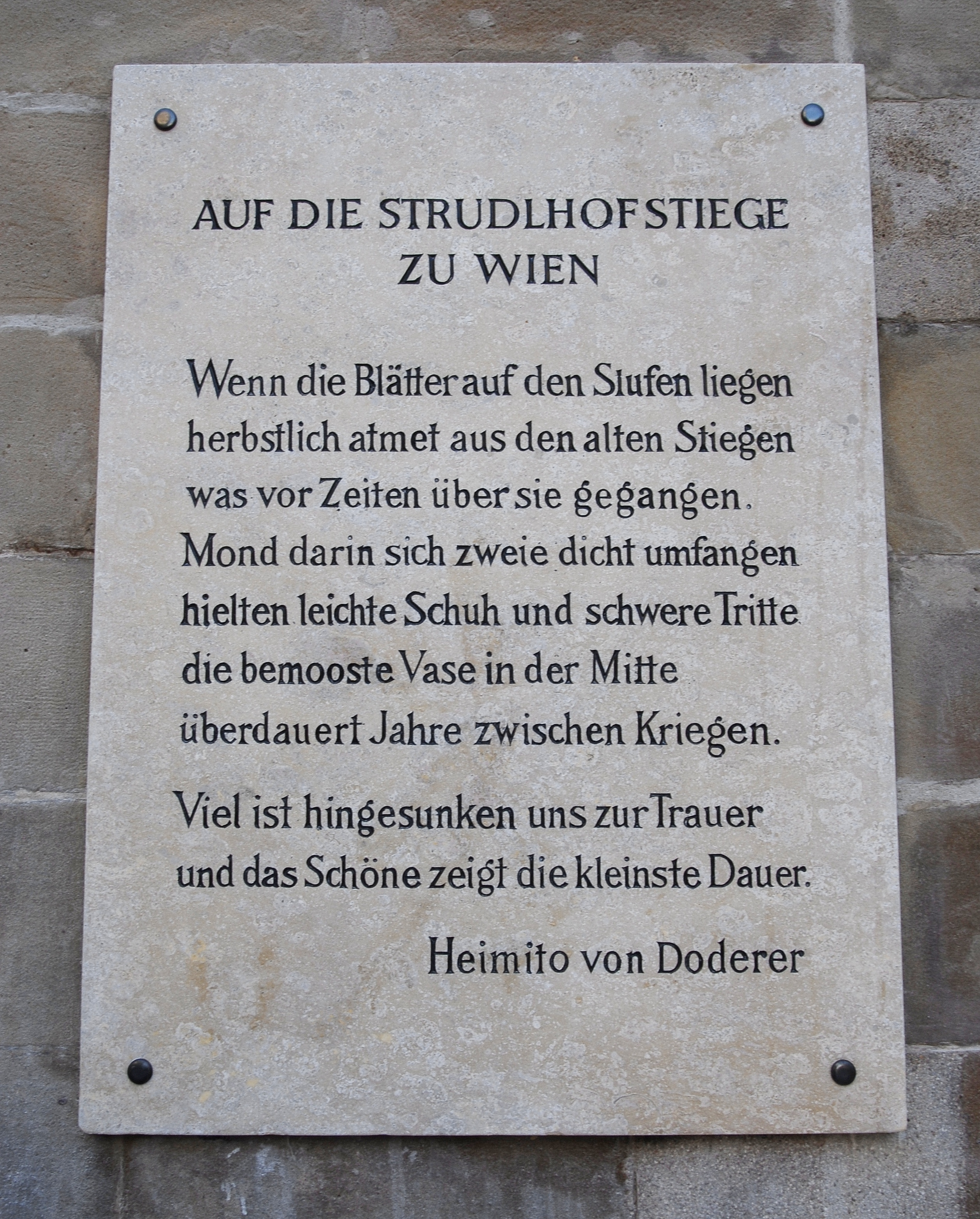
Pamětní deska s básní ve Vídni

Za první světové války bojoval na východní frontě, dostal se roku 1916 do ruského zajetí a v důsledku zmatků tamní občanské války se vrátil domů až roku 1920. Po návratu vystudoval historii a psychologii a začal psát, zprvu krátké fejetony. Roku 1930 mu vyšel první román Das Geheimnis des Reichs (Tajemství říše). Manželství s Židovkou Gusti Hasterlikovou, které uzavřel téhož roku, se záhy rozpadlo; o rozvod ovšem Doderer začal usilovat až po anšlusu hitlerovským Německem a dosáhl ho roku 1939. Do rakouské odnože NSDAP vstoupil již roku 1933 a roku 1936 přesídlil do Německa.
Ve druhé polovině 30. let se začal nacismu vzdalovat a roku 1940 vstoupil do katolické církve. Jedním z motivů konverze byla četba díla Tomáše Akvinského, jehož myšlenky se pak projevují i v Dodererových románech. Roku 1937 poznal svou druhou ženu Emmu Marii Thomaovou a o rok později vyšel jeho první velký román Ein Mord, den jeder begeht (Vražda, kterou páchá každý). Roku 1940 byl jakožto záložní důstojník povolán do německé armády a jako voják vystřídal řadu působišť. Posledním bylo norské Oslo, kde skončil v zajetí a do Rakouska se vrátil až v lednu 1946.
Po návratu se snažil vyhnout postihu za své nacistické angažmá a začal pracovat na svém nejznámějším díle, románu Die Strudlhofstiege oder Melzer und die Tiefe der Jahre (Strudlhofské schody čili Melzer a hlubina roků). Dokončil ho roku 1948 a vydán mohl být až 1951. Mezitím studoval kurs archivářství a knihovnictví v naději, že si tak bude moci vydělat na živobytí. Zabýval se středověkými literárními prameny, což využil při práci na groteskním románu Merovejci, aneb, Totální rodina (Die Merowinger, oder, Die totale Familie, 1962). Roku 1952 se podruhé oženil, s manželkou Emmou Marií zvanou Mienzi však žili odděleně a roku 1955 Doderer zahájil milostný vztah se spisovatelkou Dorotheou Zeemannovou. Padesátá léta mu také přinesla uznání jako romanopisci. Roku 1960 se kuřák a alkoholik Doderer musel podrobit těžké operaci a o šest let později zemřel na rakovinu.